# 1800 en science-fiction
| Années de la science-fiction : 1797 - 1798 - 1799 - 1800 - 1801 - 1802 - 1803    |
| Décennies de la science-fiction : 1770 - 1780 - 1790 - 1800 - 1810 - 1820 - 1830 |

L'année 1800 a connu, en matière de science-fiction, les faits suivants :

## Naissances et décès

### Naissances
- Mary Griffith, autrice de  Three Hundred Years Hence [1],[2]